# 함성득
함성득(咸成得, 1963년 3월 4일~)은 대한민국의 교수이다.

## 생애
1963년 경상북도 예천군에서 태어나 1981년 동성고와 1985년 연세대학교 정치외교학과를 졸업했다. 1989년 텍사스 대학교 오스틴 존슨 정책대학원에서 정책학 석사, 1993년 카네기 멜런 대학교 하인츠 정책대학원에서 정책학으로 박사 학위를 받았다. 
미국 웨스트버지니아 대학교 록펠러 정치대학원 행정학과 교수(1992년~1994년), 레이건 대통령 정책연구소 선임연구원 (1993년~1994년), 스탠퍼드 대학교 후버연구소 언스트 앤 영 펠로우(1996), 그리고 조지타운 대학교 맥도너 경영대학원 및 맥코트 정책대학원 교수(1994년~1997년)를 역임하고, 고려대학교 행정학과 교수로 1996년부터 2014년까지 재직했다.
국내학계에서 <대통령학>이라는 독자적 연구영역을 개척하여 주목을 받았으며, <대통령학> <영부인론> <대통령 비서실장론> <장관론> <대통령 당선자의 성공과 실패> <제왕적 대통령의 종언>  <위기의 대통령> 등 다량의 관련 저술을 출판했다.
2021년 12월 경기대학교  정치전문대학원 원장에 취임했다. 2022년 12월 경상북도 특별자문위원으로 위촉되었다. 2023년 1월 국회의장 직속 헌법개정 및 정치제도 개선 자문위원회 위원으로 위촉되었다. 2023년 5월 인천광역시가 주최하는 인천안보회의(Incheon Security Conference)의 사무총장으로 위촉되었다. 2025년 1월 경상북도 APEC 외교특별 정책위원으로 위촉되었다.

## 저서
- 《위기의 대통령》 청미디어, 2024.03.01. ISBN 9791187861683
- 《제왕적 대통령의 종언》 섬앤섬, 2017.03.15. ISBN 9788997454228
- 《대통령학》 제3판, 나남,  2016.09.05. ISBN 9788930036634 (대한민국 학술원 우수도서)
- 《대통령 당선자의 성공과 실패》 나남, 2012.12.10. ISBN 9788930086523 (문화체육관광부 우수도서)
- 《대통령 비서실장론》 나남, 2002.11.05. ISBN 9788930039321
- 《김영삼 정부의 성공과 실패》 나남, 2001.03.25. ISBN 9788930038485
- 《영부인론》 나남, 2001.03.05. ISBN 9788930038287
- 《한국의 대통령과 권력》 나남, 2000.02.20. ISBN 9788930037587

### 공저
- 《한국의 대통령 리더십과 국가발전》 강원택·함성득·김형준, 인간사랑, 2007.11.20. ISBN 9788974182311
- 《디지털 관료 키우기》  함성득·권기현·임동욱, 박영사, 2000.10.01. ISBN 9788910451624

### 방송 출현
- MBC 《MBC 100분 토론》 2001.04.05 (64회) / 2001.12.14 (97회)

## 경력
- 웨스트버지니아 대학교 록펠러 정치대학원 행정학과 교수(1992-1994)
- 조지타운 대학교 정책대학원·경영대학원 교수(1994-1997)
- 고려대학교 정경대학 행정학과 교수(1996-2014)
- (재)『한국의회발전연구회』상임이사 (2003-2007)
- (재) 세계태권도평화봉사재단 부총재(2008-2010)
- 제18대 국회『헌법연구자문위원회』 간사위원(2008-2010)
- 제19대 국회『정치쇄신자문위원회』 위원(2013)
- (사)『한국대통령학연구소』이사장(2013-현재)
- 경기대학교  정치전문대학원 원장(2021-현재)
- 제21대 국회 『헌법개정 및 정치제도 개선 자문위원회』위원(2023-2024)
- 인천광역시 인천안보회의(Incheon Security Conference) 사무총장(2023-2024)
- 경상북도 2025 APEC 외교특별정책위원(2025-현재)

## 여담
최근 윤석열 검찰총장이 대권도전을 선언하면서 올린 SNS영상 속 소장도서 중에서 함성득 교수의 저서인 <제왕적 대통령제의 종언>이 화제가 되기도 했다.